# Nasratullah Nasrat
Nasratullah Nasrat (sinh 10 tháng 5 năm 1984) là 1 vận động viên cricket người Afghanistan. Nasratullah là 1 left-handed batsman và slow left-arm orthodox spin bowler.
Nasratullah chơi trận đầu tiên cho đội tuyển quốc gia đối đầu với Ireland trong giải 2009 ICC World Cup Qualifier. Đây cũng là trận đấu List-A đầu tiên. trận đấu thứ 2 trong sự nghiệp của Nasratullah' là với Namibia, anh ghi được 1 wicket với captain Louis Burger.
Lần khoác áo gần đây nhất của Nasratullah's là trong giải 2010 ACC Trophy Elite, anh thi đấu 3 trận và ghi được 2 wickets. Nasratullah là người cuối cùng được điền tên vào danh sách tham dự 2010 ICC World Twenty20. trong giải này anh chơi 1 trận duy nhất với Ireland ở sân Providence Stadium, Guyana nhưng đó chỉ là trận đấu khởi động,. He did not represent Afghanistan in either of their main tournament matches against India và South Africa.

## Liên kết khác
- Nasratullah Nasrat on Cricinfo
- Nasratullah Nasrat on CricketArchive